# مخزن سد سودلا
مخزن سد سودلا (استونیایی: Soodla Reservoir) یک مخزن سد روی رود سودلا است که در دهستان آنیا، شهرستان هاریو، استونی قرار دارد. این دریاچه که بخشی از سیستم تأمین آب تالین محسوب می‌شود ۲۷۱ هکتار مساحت و ۹٬۰۰۰ متر مکعب حجم ذخیره شده دارد.